# Шуја
Шуја (рус. Шуя) град је у Русији у Ивановској области. Према попису становништва из 2010. у граду је живело 58.528 становника.

## Становништво
Према прелиминарним подацима са пописа, у граду је 2010. живело 58.528 становника, 3.921 (6,28%) мање него 2002.
| 1939.  | 1959.  | 1970.  | 1979.  | 1989.  | 2002.  | 2010.  |
| ------ | ------ | ------ | ------ | ------ | ------ | ------ |
| 57.910 | 64.562 | 68.781 | 72.263 | 69.362 | 62.449 | 58.528 |